# Rajd Dos Sertōes 2009
Rajd Dos Sertoes 2009 - (Rally Internacional Dos Sertoes 2009), 4. eliminacja MŚ w rajdach terenowych FIM (a 17. edycja z rzędu rajdu), która odbyła się w dniach 23 czerwca - 3 lipca 2009. Do przebycia było 10 etapów (ok. 5000 km). Impreza ta jest drugim po Dakarze, największym rajdem terenowym na świecie. OS-y stanowiły 2888 km. Zwyciężył Brazylijczyk Ze Helio.

## Prolog -Goiânia

### Motocykle
- 1.  Ramon Sacilotti - ?
- 2.  Sergio Henrique Klaumann - + 2 sek.
- 3.  Ze Helio - + 5 sek.

.....
- ?  Jakub Przygoński - ?
- ?  Jacek Czachor - ?

### Samochody
- 1.  Jean Azevedo - ?
- 2.  Carlos Sainz - ?
- 3.  Felipe Bibas - ?

## Etap 1 -Goiânia— Santa Helena - 327 km

### Motocykle
- 1.  Ze Helio - 2:59:50.8 h
- 2.  Tiago Fantozzi - 3:01:58.1 h
- 3.  Pedro Bianchi - 3:04:38.7 h

.....
- 20.  Jacek Czachor - 3:26:45.3 h
- 50.  Jakub Przygoński - 5:00:00.0 h

### Quady
- 1.  Cristiano Sousa Batista - 3:39:59.7 h
- 2.  Carlo Giovanni Collet Jr. - 3:48:25.0 h
- 3.  Varelinha - 4:11:12.0 h

### Samochody
- 1.  Nasir al-Atijja - 2:30:28.1 h
- 2.  Mauricio Neves - 2:34:03.1 h
- 3.  Carlos Sainz - 2:35:52.5 h

### Ciężarówki
- 1.  Eduardo Domingues - 3:14:02.5 h
- 2.  Amable Barrasa - 3:22:00.5 h
- 3.  André - 3:41:01.1 h

## Etap 2 - Santa Helena —Goiás[1]- 469 km

### Motocykle
- 1.  Ze Helio - 4:45.27,1 godz.
- 2.  Denisio do Nascimento - + 8.17,1 min.
- 3.  Tiago Fantozzi - 9.07,6 min.

.....
- 12.  Jacek Czachor - + 32.35,6 min.
- 17.  Jakub Przygoński - + 57.19,6 min.

### Samochody
- 1.  Carlos Sainz - 3:59.08,7 godz.
- 2.  Nasir al-Atijja - + 7.04,7 min.
- 3.  Riamburgo Ximenes - + 28,27,2

## Etap 3 -Goiás—Minacu- 636 km

### Motocykle
- 1.  Ze Helio - 4:32.29,5 godz.
- 2.  Denisio do Nascimento - + 2.55,5 min.
- 3.  Jakub Przygoński - + 11.27,1 min.

.....
- 8.  Jacek Czachor - + 23.08,6 min.

### Samochody
- 1.  Nasir al-Atijja - 3:45.50,9 godz.
- 2.  Carlos Sainz - + 57,5 sek.
- 3.  Mauricio Neves - + 11.11,0 min.

## Etap 4 -Minacu—Palmas- 762 km

### Motocykle
- 1.  Ze Helio - 5:13.56 godz.
- 2.  Jakub Przygoński - + 7.10 min.
- 3.  Denisio do Nascimento - + 8.50 min.

.....
- 6.  Jacek Czachor - + 25.27 min.

### Samochody
- 1.  Nasir al-Atijja - 4:29.26,8 godz.
- 2.  Carlos Sainz - + 2.10,1 min.
- 3.  Mauricio Neves - + 6.31,1 min.

## Etap 5 -Palmas—Luís Eduardo Magalhães- 538 km

### Motocykle
- 1.  Ze Helio - 3:10.47,1 godz.
- 2.  Denisio do Nascimento - + 1.36,4 min.
- 3.  Sergio Henrique Klaumann - + 1.45,5 min.

....
- 4.  Jakub Przygoński - + 4.11,1 min.
- 11.  Jacek Czachor - + 16.21,1 min.

### Samochody
- 1.  Nasir al-Atijja - 2:30.37,6 godz.
- 2.  Mauricio Neves - + 3.30,5 min.
- 3.  Carlos Sainz - + 3.23,8 min.

## Etap 6 -Luís Eduardo Magalhães—Barra- 558 km

### Motocykle
- 1.  Jakub Przygoński - 4:39.04,9 godz.
- 2.  Ze Helio - + 2.20,4 min.
- 3.  Denisio do Nascimento - + 7.57,3 min.

.....
- 8.  Jacek Czachor - + 20.26,4 min.

### Samochody
- 1.  Carlos Sainz - 4:04.10,0 godz.
- 2.  Nasir al-Atijja - + 16.59,4 min.
- 3.  Riamburgo Ximenes - + 26.16,7 min.

## Etap 7 -Barra—Petrolina- 543 km

### Motocykle
- 1.  Ze Helio - 3:11.42,0 godz.
- 2.  Nielsem Bueno - + 1,1 sek.
- 3.  Sergio Augusto Klaumann - + 1.00,2 min.

.....
- 9.  Jakub Przygoński - + 11.48,8 min.
- 10.  Jacek Czachor - + 12.28,1 min.

### Samochody
- 1.  Nasir al-Atijja - 2:37.16,3 godz.
- 2.  Carlos Sainz - + 6.49,5 min.
- 3.  Jean Azevedo - + 28.58,9 min.

## Etap 8 -Petrolina—Juazeiro do Norte- 438 km

### Motocykle
- 1.  Ze Helio - 2:20.20,5 godz.
- 2.  Juca Bala - + 2.58,6 min.
- 3.  Jakub Przygoński - + 3.27,3 min.

.....
- 7.  Jacek Czachor - + 9.41,8 min.

### Samochody
- 1.  Carlos Sainz - 1:51.04,9 godz.
- 2.  Nasir al-Atijja - + 1.37,3 min.
- 3.  Mauricio Neves - + 5.45,5 min.

## Etap 9 -Juazeiro do Norte—Caicó- 439 km

### Motocykle
- 1.  Jakub Przygoński - 2:04.54,7 godz.
- 2.  Ze Helio - + 1.20,8 min.
- 3.  Sergio Henrique Klaumann - + 1.45,2 min.

.....
- 9.  Jacek Czachor - + 9.11,7 min.

### Samochody
- 1.  Carlos Sainz - + 1:55.54,8 godz.
- 2.  Nasir al-Atijja - + 4.02,9 min.
- 3.  Mauricio Neves - + 7.18,1 min.

## Etap 10

### Motocykle
- 1.  Denisio do Nascimento - ?
- 2.  Jakub Przygoński - + 20,9 sek.
- 3.  Ze Helio - ?

.....
- 6.  Jacek Czachor - ?

### Samochody
- 1.  Carlos Sainz - ?
- 2.  Nasir al-Atijja - ?
- 3.  Jean Azevedo - ?

## Zestawienie końcowe motocyklistów po rajdzie
- 1.  Ze Helio - 34:17.57,5 godz.
- 2.  Denisio do Nascimento - + 59.13,3 min.
- 3.  Juca Bala - + 1:28.49,6 godz.

.....
- 5.  Jacek Czachor - + 2:56.31,7 godz.
- 13.  Jakub Przygoński - + 6:10.21,5 godz.

## Zestawienie końcowe quadowców po rajdzie
- 1.  Cristiano Batista - 40:40.08 godz.
- 2.  Carlo Collet - 41:04.49 godz.
- 3.  Bruno Sperancini - 46:19.34 godz.

## Zestawienie końcowe kierowców samochodów po rajdzie
- 1.  Carlos Sainz - 29:16.22,1
- 2.  Nasir al-Atijja - + 1.09,4 min.
- 3.  Jean Azevedo - + 3:53.03,7

## Zestawienie końcowe kierowców ciężarówek po rajdzie
- 1.  Edu Piano - 26:33:54 godz.
- 2.  Amable Barrasa - 26:37:15 godz.
- 3.  Guido Salvini - 32:07:25 godz.

## Punktacja MŚ (motocykle) po 4. eliminacji
- 1.  Cyril Despres - 74 pkt.
- 2.  Jacek Czachor - 51 pkt.
- 3.  Marc Coma - 47 pkt.

.....
- 5.  Jakub Przygoński - 40 pkt.